# ディアナ (通報艦)
| 画像をアップロード | |
| 艦歴               | |
| 発注               | CNQ社フィウメ造船所                                                                                                |
| 起工               | 1939年5月 |
| 進水               | 1940年5月 |
| 就役               | 1940年11月 |
| 退役               | |
| その後             | 1942年6月29日に戦没。                                                                                              |
| 除籍               | 1942年 |
| 性能諸元           | |
| 排水量             | 基準：1,735トン 満載：2,550トン                                                                                    |
| 全長               | 113.9m |
| 水線長             | 108.9m |
| 全幅               | 11.7m |
| 吃水               | 3.5 m |
| 機関               | トシ式重油専焼水管缶4基 +トシ式ギヤード・タービン2基2軸推進                                                        |
| 最大出力           | 30,000hp |
| 最大速力           | 32.0ノット |
| 航続距離           | -ノット/-海里（重油：560トン）                                                                                     |
| 乗員               | 192名 |
| 兵装               | アームストロング 10.2cm（35口径）単装速射砲2基 ブレダ 1935年型 2cm（65口径）連装機銃2基&同単装機銃1基 機雷28～42個 |

ディアナ(Diana aviso)は、イタリア海軍が第二次世界大戦前に建造した通報艦である。

## 概要
本艦はイタリア政府の公式ヨット兼通報艦任務に使用する艦として設計されたが、完成は第二次世界大戦勃発後の1940年11月12日であったために高速性能を活かして高速輸送艦として用いられた。

## 艦形
主船体は、シアの強い長船首楼型で、艦中央部に艦橋・煙突を含む上部構造物が配置された。上部構造物は船体幅一杯に及ぶ比較的容積の大きなものであり、高出力機関を搭載しているため煙突も艦形の割には大きなものであった。上部構造物前後には10.2cm単装砲の砲座が設けられた。

## 武装
本級の主砲にはアームストロング製1917年型 10.2cm（35口径）砲を採用した。その性能は重量13.74kgの砲弾を仰角45度で11,700mまで届かせることができた。 砲身の俯仰能力は仰角45度・俯角5度で、旋回角度は360度の旋回角度を持っていたが実際は上部構造物により射界を制限を受けた。装填形式は自由角度装填で、発射速度は人力装填のため毎分7発であった。これを単装砲架で2基が搭載された。
対空兵装としてブレダ製1935年型 2cm（65口径）機関砲を採用した。その性能は重量134gの砲弾を仰角45度で5,500mまで、仰角90度で高度2,900mまで届かせることができた。 砲身の俯仰能力は仰角90度・俯角10度で、旋回角度は240度の旋回角度を持っていた。装填形式は自由角度装填で、発射速度は毎分120発であった。これを連装砲架で2基と単装砲架で1基が搭載された。他に機雷28～42個を搭載できた。

## 艦歴
就役後しばらくは公式ヨットとして使用されたが、第二次世界大戦の勃発により駆逐艦並の俊足を活かして高速輸送艦として扱われ、戦局の悪化に伴って魚雷艇11隻を搭載する母艦に改装されてマルタ島への襲撃作戦も行った。1942年6月29日にトブルクへと兵員輸送中にイギリス海軍のT級潜水艦「スラッシャー（HMS Thrasher）」の魚雷攻撃を受けて撃沈された。

## 参考図書
- 『世界の艦船増刊第20集　第2次大戦のイタリア軍艦』（海人社、1986年）
- 「Conway All The World's Fightingships 1906–1921」（Conway）